# Cantó de Vic de Cera
El cantó de Vic de Cera és un cantó francès del departament del Cantal, a la regió d'Alvèrnia. Està inclòs en el districte d'Orlhac, té 12 municipis i el cap cantonal és Vic de Cera.

## Municipis
- Badalhac
- Carlat
- Cros-de-Ronesque
- Jòu jos Monjòu
- Pailherols
- Polminhac
- Raulhac
- Sant Clamenç
- Saint-Étienne-de-Carlat
- Sant Jaume dels Blats
- Tiesac
- Vic de Cera

## Història
| Data d'elecció                           | Identitat              | Partit           | Qualitat |
| ---------------------------------------- | ---------------------- | ---------------- | -------- |
| 1958-197.                                | Maurice Delort         | CNIP             |          |
| 197.-1994                                | Francis Tourdes        | CNIP             |          |
| 1994-                                    | Louis-Jacques Liandier | RPR, després UMP |          |
| les dades anteriors no són pas conegudes |                        |                  |          |
|                                          |                        |                  |          |

## Demografia
| 1962  | 1968  | 1975  | 1982  | 1990  | 1999  | 2007  |
| ----- | ----- | ----- | ----- | ----- | ----- | ----- |
| 6.068 | 6.563 | 6.197 | 6.052 | 5.646 | 5.365 | 5.342 |